# Lembach (Schwalm)
Der Lembach ist ein rechtsseitiger und südlicher Nebenfluss der Schwalm, der in seiner gesamten Länge auf dem Gebiet des Schwalm-Eder-Kreises (Hessen, Deutschland) verläuft.

## Geographie
Der Lembach entspringt zwischen den Borkener Stadtteilen Pfaffenhausen und Freudenthal im nordöstlichen Zipfel des Vernaer Waldes auf etwa 240 Meter über NHN. Zwischen Pfaffenhausen und Freudenthal verläuft der Lembach in nördlicher Richtung, bevor er sich nach Nordosten zum Homberger Stadtteil Lembach wendet. Kurz vor Lembach mündet der aus Freudenthal kommende Bach Jordan in den Lembach, der dann am westlichen Ortsrand vorbeifließt, wobei er in nordwestliche Richtung auf den Borkener Stadtteil Lendorf schwenkt. Diese Richtung behält der Lembach bei, bis er etwa 1 km hinter Lendorf in die Schwalm mündet.
Auf seinem Weg durch die Stadtgebiete von Borken und Homberg verliert der Lembach auf einer Länge von zirka 6,4 km rund 73 Meter an Höhe.